# گنج بادآورد
گنج بادآورد به خزائن رومی اشاره دارد که در طی محاصره قسطنطنیه در سال ۶۲۶ میلادی به قصد محافظت با کشتی به مقصد کارتاژ فرستاده شد ولی به جهت باد تندی که درگرفت، سرانجام بدست نیروهای ایرانی افتاد.
ثعالبی می‌گوید آنگاه که خسرو پرویز شنید رومیان پادشاه خود موریکیوس پدرزنش را کشتند و فوکاس را به شاهی برداشتند، بسیار افسرده و خشمگین شد. او شهروراز مرزبان نامدار خود را با لشکری انبوه از برای خونخواهی از موریکیوس و به سزا رسانیدن فوکاس به روم فرستاد. شهروراز اسکندریه را به محاصره گرفت و سپاهی هم از برای محاصره قسطنطنیه فرستاد که پایتخت امپراتوری روم بود چون بیم افتادن شهر بدست دشمن بود امپراتور روم هراکلیوس فرمود گنجینه گرانبهایش را و آنچه پر ارزش بود به کشتی نهادند و در میان آن‌ها صلیب راستین که به گفتهٔ مسیحیان، عیسی مسیح بر روی آن جان سپرده بود، نهادند. آنگاه که کشتی‌ها به میان دریا رسیدند ناگهان باد تندی برخاست و کشتی را به کرانهٔ اسکندریه راند و همه به چنگ شهروراز درآمد و او آن‌ها را به نزد خسرو پرویز فرستاد. شاه از دیدن آن‌ها در شگفت ماند و بسیار شاد شد. خدای را سپاس گفت که فرشتگان خود را به یاری ما فرستاد و بادها را بیاری ما و ستیزهٔ دشمنان برانگیخت و ما را از گنج و اندوختهٔ گرانبهای امپراتور روم برخوردار کرد و فرمود که آن را گنج بادآور نامند.
گنج بادآور یکی از هفت گنج خسرو پرویز است که وصف آن در کتاب ثعالبی و شاهنامه فردوسی آمده‌است.